# William Stuart (scénariste)
Pour les articles homonymes, voir Stuart.
William Stuart, né le 13 mars 1912 à New York et mort le 11 janvier 1988 à Los Angeles, est un scénariste de séries télévisées et un écrivain américain.

## Télévision

### Scénarios
William Stuart écrit des scénarios pour 38 épisodes de 21 séries télévisées entre 1949 et 1975. Il écrit dans différents genres (policier, western, guerre, jeunesse, fantastique).
- NBC Presents, 2 épisodes en 1949
- Colgate Theatre (en), 3 épisodes en 1949
- Man Against Crime (en), 1 épisode en 1952
- Danger (en), 1 épisode en 1953
- Martin Kane, Private Eye (en)|, 1 épisode en 1954
- The Man Called X (en), 2 épisodes en 1956
- Lux Video Theatre (en), 1 épisode en 1957
- Zane Grey Theatre (en), 1 épisode en 1958
- Perry Mason, 1 épisode en 1959 réalisé par Gerd Oswald
- 77 Sunset Strip, 4 épisodes en 1958 et 1959 dont 2 réalisés par George Waggner et 1 par André de Toth
- Sugarfoot, 1 épisode en 1960 réalisé par Leslie Goodwins
- Bourbon Street Beat (en), 1 épisode en 1960 réalisé par Leslie H. Martinson
- Surfside 6 (en), 2 épisodes en 1960
- Intrigues à Hawaï (Hawaiian Eye), 1 épisode en 1961
- Bronco (en), 2 épisodes en 1961 réalisés par Richard C. Sarafian et Robert Sparr
- Rawhide, 1 épisode en 1962
- The Gallant Men (en), 1 épisode en 1963
- Bonanza, 4 épisodes entre 1963 et 1965 réalisés par Lewis Allen, Don McDougall, Joseph Sargent et Gerd Oswald
- Daniel Boone, 1 épisode en 1966 réalisé par R. G. Springsteen
- Le Frelon vert, 4 épisodes en 1966 et 1967 dont 1 réalisé par Leslie H. Martinson
- Au pays des géants, 3 épisodes en 1969 et 1970

### Films TV
- You Lie So Deep, My Love, réalisé par David Lowell Rich en 1975

### Production
William Stuart a participé à la production de 8 épisodes de Maverick en 1961 et 1962.

## Adaptations
Son roman Night Cry est adapté à trois reprises[réf. nécessaire].
Télévision
Avec le titre éponyme[Lequel ?] dans les séries télévisées :
- Kraft Television Theatre (en), en 1958, avec Peter Falk
- Hong Kong, en 1961, avec Rod Taylor

Cinéma
- Mark Dixon, détective, réalisé par Otto Preminger en 1950

## Publications
- The Dead Lie Stil, 1945
- Night Cry, 1948, Passage à tabac, Série noire no 33, 1949
- Fontaine of Youth , Fontaine de jouvence, 1964 dans Mystère magazine no 198